# Gerd Gudehus
Gerd Gudehus (ur. 23 lipca 1938 w Hamburgu) – niemiecki inżynier, profesor Technische Hochschule w Karlsruhe, specjalista w dziedzinach: mechaniki gruntów, geologii, gruntoznawstwa, doktor honoris causa Politechniki Gdańskiej.

## Działalność naukowa i zawodowa
Absolwent Uniwersytetu Technicznego w Brunszwiku, gdzie w 1959 ukończył studia inżynierskie na kierunku budownictwo lądowe, a w 1963 uzyskał dyplom inżyniera dyplomowanego budownictwa lądowego.
W 1967 uzyskał doktorat w dziedzinie mechaniki gruntów, a habilitował się w 1974 w Karlsruher Institut für Technologie w Karlsruhe. W 1973 mianowany profesorem zwyczajnym w Karlsruhe Institut fur Technologie w Karlsruhe, gdzie pracował w latach 1968–2006. W 1973–2006 był dyrektorem Instytutu Mechaniki Gruntów i Mechaniki Skał, Fundamentowania (IBF).
W latach 1981–1983 pełnił funkcję dziekana Wydziału Budownictwa, a od 1983 do 1989 – prorektora do spraw nauki Uniwersytetu Technicznego Fridericiana (Technische Hochschule) w Karlsruhe.
Od lat 70. XX wieku współpracował z Katedrą Geotechniki Wydziału Hydrotechniki (obecnie Wydział Inżynierii Lądowej i Środowiska) na Politechnice Gdańskiej.
Autor 120 publikacji na temat mechaniki gruntów, geotechniki, w tym 3 książek, m.in. „Mechanika gruntów”, Berlin 1981. Zajmował się zagadnieniami z dziedziny geologii dotyczących rekultywacji terenów pokopalnianych we wschodnich Niemczech.
Twórca międzynarodowej szkoły teoretycznej mechaniki gruntów i jej aspektów praktycznych.
Autor teorii hypoplastycznej konstytutywnej dla gruntów i innych materiałów rozdrobnionych, które pozwoliły na wyjaśnienie lepkościowych zachowań gruntów. Opracował metody określenia stateczności (metoda gwoździowania gruntu, zamrażania gruntu), zagadnieniami parcia silosów, metody biologicznego oczyszczania gruntu. Autor patentów.
Międzynarodowy ekspertem z dziedziny fundamentowania, uczestniczył między innymi w pracach nad zabezpieczeniem osiadania ściany zachodniej Muzeum Zamkowego w Malborku.
W 2006 otrzymał honorowe członkostwo Towarzystwa Geotechnicznego w Niemczech (DGGT). Należy do Sekcji Mechaniki Gruntów Komitetu Geotechniki, był przewodniczącym Komitetu Normalizacyjnego – Euronorm w zakresie Norm Bezpieczeństwa w geotechnice. Członek Niemieckiego Towarzystwa Budowli Gruntowych i Ziemnych – przewodniczący Sekcji Mechaniki Gruntów.
Doktor honoris causa Politechniki Gdańskiej (1995).
Od 2006 przebywa na emeryturze.

## Ordery i odznaczenia
- Nagroda Maxa Plancka i Humboldta (1991)
- Nagroda Institut für Baden und Felsmechanik Universität i Universität Fridericiana w Karlsruhe

## Źródła
- J.W. Doerffer, Życie i pasje. Wspomnienia, t.III. Burzliwy okres 1970-1988, Gdańsk 2005.
- E.Dembicki, Z. Sikora, Prof. Gerd Gudehus doktorem honoris causa Politechniki Gdańskiej (24 maja 1995 r.), Pismo PG, nr 5 z 1995.
- Księga jubileuszowa 50-lecia Wydziału Hydrotechniki 1945-1995, od 15 lutego 1995 r. Wydział Inżynierii Środowiska, red. A. Tejchman, M.Topolnicki, Gdańsk, maj 1995 r.
- Wydział Inżynierii Lądowej i Środowiska. Księga jubileuszowa, red. B.Zadroga, Gdańsk 2005.